# Dario Marešić
Dario Maresic (Graz, 29 september 1999) is een Oostenrijks voetballer die doorgaans speelt als centrale verdediger. In juli 2023 verruilde hij Stade de Reims voor NK Istra.

## Clubcarrière
Maresic speelde in de jeugdopleiding van Sturm Graz en brak ook door bij die club. Op 9 april 2017 maakte de centrumverdediger zijn debuut in het eerste elftal toen door een doelpunt van Josip Radošević met 1–0 verloren werd van Red Bull Salzburg. Maresic mocht van coach Franco Foda in de basis starten en hij werd twintig minuten voor tijd gewisseld ten faveure van Sascha Horvath. Zijn eerste doelpunt viel te noteren op 3 maart 2018, toen met 0–2 gewonnen werd van LASK Linz. De verdediger opende vijf minuten voor rust de score. Door een treffer van Peter Žulj werd de eindstand bereikt.
In september 2019 verruilde hij Sturm Graz voor Stade de Reims, waar hij zijn handtekening zette onder een verbintenis voor de duur van vijf seizoenen. In zijn eerste seizoen speelde hij maar één competitiewedstrijd en het jaar erop kwam hij tot acht. Daarop werd de verdediger voor een seizoen verhuurd aan LASK. Een jaar later mocht Marešić voor de tweede maal op huurbasis vertrekken, dit keer naar NK Istra. Na de verhuurperiode nam Istra de verdeidger definitief over en hij tekende een contract voor drie seizoenen.

## Clubstatistieken
| Seizoen | Club           | Competitie | Competitie | Competitie | Beker | Beker | Internationaal | Internationaal | Totaal | Totaal |
| Seizoen | Club           | Competitie | Wed.       | Dlp.       | Wed.  | Dlp.  | Wed.           | Dlp.           | Wed.   | Dlp.   |
| ------- | -------------- | ---------- | ---------- | ---------- | ----- | ----- | -------------- | -------------- | ------ | ------ |
| 2016/17 | Sturm Graz     | Bundesliga | 5          | 0          | 0     | 0     | 0              | 0              | 5      | 0      |
| 2017/18 | Sturm Graz     | Bundesliga | 34         | 1          | 3     | 0     | 4              | 0              | 41     | 1      |
| 2018/19 | Sturm Graz     | Bundesliga | 29         | 0          | 2     | 0     | 2              | 0              | 32     | 0      |
| 2019/20 | Sturm Graz     | Bundesliga | 1          | 0          | 0     | 0     | 0              | 0              | 1      | 0      |
| 2019/20 | Stade de Reims | Ligue 1    | 1          | 0          | 0     | 0     | —              | —              | 1      | 0      |
| 2020/21 | Stade de Reims | Ligue 1    | 8          | 0          | 1     | 0     | 0              | 0              | 9      | 0      |
| 2021/22 | → LASK         | Bundesliga | 8          | 0          | 1     | 0     | 7              | 0              | 16     | 0      |
| 2022/23 | → NK Istra     | HNL        | 27         | 1          | 2     | 0     | —              | —              | 29     | 1      |
| 2023/24 | NK Istra       | HNL        | 31         | 1          | 2     | 0     | —              | —              | 33     | 1      |
| 2024/25 | NK Istra       | HNL        | 15         | 2          | 1     | 1     | —              | —              | 16     | 3      |
| Totaal  | Totaal         | Totaal     | 159        | 5          | 12    | 1     | 15             | 0              | 176    | 6      |

Bijgewerkt op 19 december 2024.

## Erelijst
| ÖFB-Cup | 1 | 2017/18 |